# 螺絲起子國際學生短片創作影展
螺絲起子國際學生短片創作影展（英語：Annual Screwdriver International Student Short Film Festival）是臺灣的國際學生影展。

## 歷史沿革
2001年由崑山科技大學視訊傳播設計系的學生所創辦的短片競賽及講座活動，於2006年徵件範圍擴大至華語地區，並在2014年開放國際短片參與競賽。另外，主辦單位在2017年增設高中職組競賽。

## 獎項

### 大專組
- 螺絲起子不分類首獎

- 「短片類」
  - 金螺絲獎
  - 銀螺絲獎
  - 銅螺絲獎

- 「動畫類」
  - 金螺絲獎
  - 銀螺絲獎
  - 銅螺絲獎

### 高中職組
- 「不分類」
  - 金螺絲獎
  - 銀螺絲獎
  - 銅螺絲獎

## 外部連結
- 官方网站
- 螺絲起子國際學生短片創作影展的Facebook專頁